# ボー・ダラス
ボー・ダラス（Bo Dallas、1990年5月25日 - ）は、アメリカ合衆国のプロレスラー。フロリダ州ブルックスビル出身。WWE所属。
本名はテイラー・マイケル・ロタンダ（Taylor Michael Rotunda）。父はIRSやマイケル・ウォールストリートなどのリングネームで知られる元WWF世界タッグ王者のマイク・ロトンド。ブレイ・ワイアットは兄。バリー・ウインダムとケンドール・ウインダムの甥であり、WWE殿堂者のブラックジャック・マリガンを祖父に持つ。

## 来歴

### WWE

#### FCW / NXT
2008年、WWEとディベロップメント契約を交わし入団。12月に傘下団体であるFCWにてデビュー。母方の祖父ブラックジャック・マリガンにあやかったタンク・マリガン（Tank Mulligan）をはじめリングネームを度々改名した後、ボー・ロトンド（Bo Rotundo）名義で定着。
2009年6月に兄のデューク・ロトンドとタッグチーム、ロトンズ（The Rotunds）を結成。7月にジャスティン・エンジェル & クリス・ローガンからFCWフロリダタッグチーム王座を奪取した。

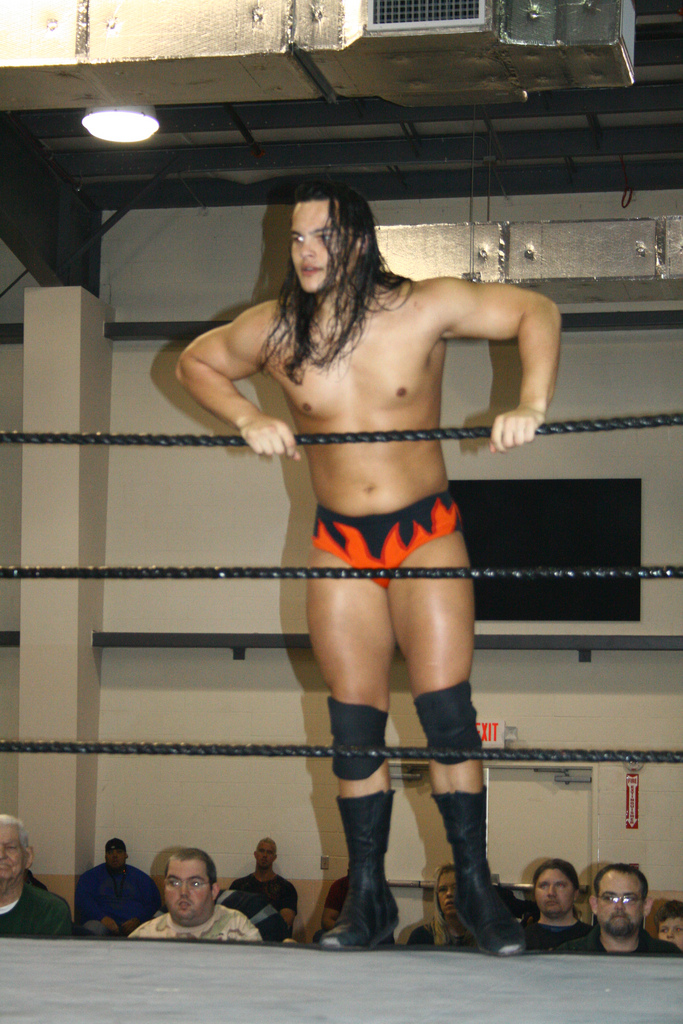
2010年、FCW

2010年、デュークがNXTのシーズン2に参加したためタッグを解消、シングルに転向した。2011年2月、メイソン・ライアンを破りFCWフロリダヘビー級王座を獲得したが、同日にラッキー・キャノンに奪取された。その後キャノンとの抗争が続き、5月にFCWフロリダヘビー級王座を奪還。2012年2月、WWEからFCWに降格した兄のハスキー・ハリスとタッグを再結成し、二度目のFCWフロリダタッグチーム王座を戴冠。
2012年6月、新人発掘番組であるNXTシーズン6に出場し、リングネームをボー・ダラス（Bo Dallas）へと改名。8月にFCWがNXTと統合して新生NXTに移動。新設されたNXT王座を争うゴールドラッシュ・トーナメントに出場するが、一回戦の相手であるジンダー・マハルに敗れた。NXT王座を獲得することはできなかったが上層部からはNo.1コンテンダーと期待され、12月19日の放送ではビッグ・ショーと対戦した。
2013年1月26日、PPVであるRoyal Rumble 2013前日のファン感謝祭にてNXT所属のレスラーから一人がロイヤルランブル・マッチに出場できる権利を得ることができる8人制ワンデイ・トーナメントに出場。決勝まで進み、レオ・クルーガーを倒して優勝を飾った。翌27日、Royal Rumble 2013に出場し、ロイヤルランブルマッチの16番目に登場。ウェイド・バレットを落とす活躍を見せた。翌28日にはRAWに出場し、バレットと対戦。バレットのフィニッシャーであるブル・ハンマーを避けた後、パワースラムを決めて勝利した。
2月、NXTに戻り、NXTタッグ王者であるブリティッシュ・アンビションのオリバー・グレイが負傷欠場し、エイドリアン・ネヴィルとタッグで活動。ワイアット・ファミリーとの抗争でタッグマッチを行う一方、ブレイ・ワイアットとシングルで対決し、勝利した。しかし、グレイの代役として参戦したワイアット・ファミリーとのタッグ王座戦では敗戦し、王座を奪取されてしまった。5月29日、ビッグ・E・ラングストンが保持するNXT王座への挑戦権を賭けた18人バトルロイヤルに出場して優勝。そして6月12日にラングストンに挑戦して勝利し、NXT王座を奪取した。活躍や扱いの割にブーイングが非常に多く、そのことをサミ・ゼインに指摘されたが、自身は歓声と捉えていると返し、ゼインがジャック・スワガーに襲われた際に助けようともせずリングを降り、その後もNXT王座戦に参戦したがるゼインを跳ね除け続けていた。しかし自らが提案した招待戦（次々と『ゼイン以外』の希望者がダラスと対戦し、ダラスに勝った者が王座戦を戦うことができるルール）にて、正体を隠して謎のマスクマンに扮していたゼインに倒され王座戦を行うことが決定した。10月16日、ゼインとの一騎討ちが行われ、激闘の末に最後には金属が剥き出しになった状態のバックルに激突させて勝利。ベルトを死守した。しばらくは挑戦者を募っては勝利していたがエイドリアン・ネヴィルの挑戦を受け、12月4日にはカウントアウト負け。同月18日にはランバージャックマッチを行い、ランバージャックの一人であるタイラー・ブリーズの妨害に助けられることでそれぞれ王座防衛を続けた。
2014年2月27日、NXTのarRIVALにてNXT王座挑戦権を再度獲得したネヴィルとラダー・マッチを行うがラダーを巧みに操ったネヴィルに翻弄されて敗戦し、王座を失った。

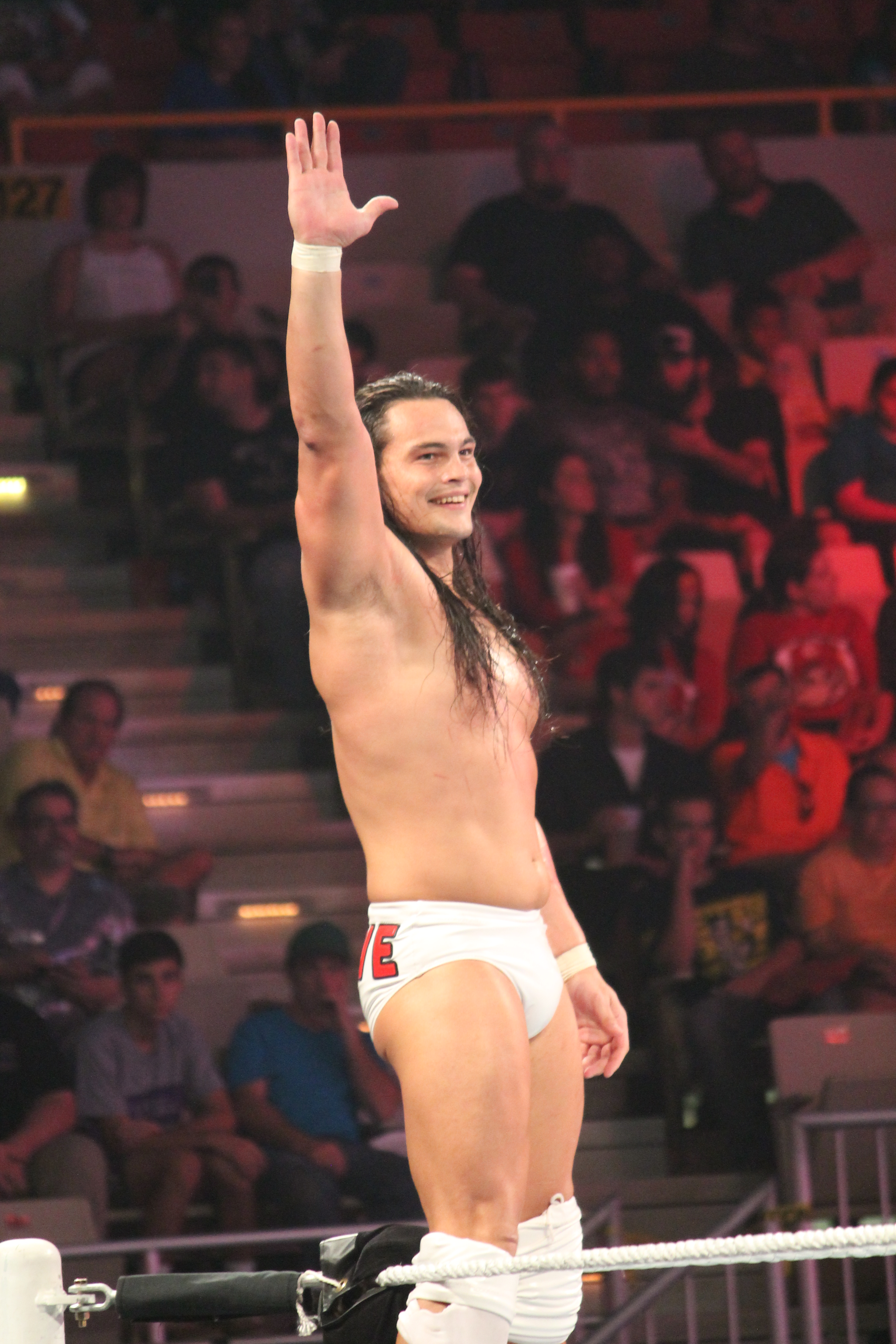
2014年

#### WWE
2014年4月7日、WWE・RAWにてボーリーブ（Bolieve）なる合言葉を掲げたプロモーションビデオを展開。5月23日、SmackDownにてWWE再昇格後の試合を行い、シン・カラを相手にボードッグを決めて勝利し、恒例となる激励を送る。以後、JBLはこのことを「啓発」と呼び絶賛し続けている。5月、NXTにて再びNXT王座を手に入れようと奔走。同月22日、敗者はWWEへとNXTへと戻る事ができない、ウィン・オア・ゴー・ホーム・マッチにてビッグEと対戦。観客からのブーイングの中敗れてしまい、観客相手に暴言を吐き散らしてNXTへの出入りを禁じられるようになる。6月12日、白いマスクを被ったミスターNXTとしてサミ・ゼインと試合をしたが、試合中にマスクを奪われて正体を暴かれた上で敗戦。ゼインに呼ばれて登場した警備員たちによって捕まりそうになるも逃走して会場を去った。
WWEでは引き続き連勝を重ねるが、7月28日、RAWにてRトゥルース相手に油断して丸め込まれ、昇格後初の負けを喫した。このことで直後トゥルースに暴行を加え、翌週の試合においても反則負けするまで暴行を浴びせ続けた。8月12日、ジャック・スワガーに敗れた。この試合がきっかけとなり、Summer Slam 2014でルセフに敗戦して不調に陥ったスワガーを信者にしようと躍起になり、試合の邪魔をするなどして抗争を繰り広げるも最後は敗れた。9月よりマーク・ヘンリーと抗争を展開するも11月に左脚を負傷して戦線離脱。
2015年2月7日、WWE Liveにて復帰。シン・カラと対戦するが敗戦した。
2016年1月4日、RAWにてヒース・スレイター vs ドルフ・ジグラーとの対戦の際にスレイターのセコンドとしてカーティス・アクセル、アダム・ローズと共にソーシャル･アウトキャスツ（Social Outcasts）なるユニットを結成して登場。終盤にジグラーのスーパーキックを浴びて窮地に陥ったスレイターをサポートするためにローズとアクセルで介入し、隙の出来たジグラーに対してスレイターが丸め込んで勝利。同月13日、ユニットの結成経緯に関して4名全員が元王者であり才能を持ち合わせているのに長期間まともな扱いを受けなかったという共通点があったとインタビューで答えた。
2018年7月15日、Extreme Rules 2018にてWWEロウ・タッグ王座を保持するデリーターズ・オブ・ワールズ（マット・ハーディー & ブレイ・ワイアット）にアクセルと組んで挑戦。序盤よりマットを捕えて集中攻撃を続けるが、マットとタッチしたワイアットより攻められ窮地に陥る。終盤に4人で揉み合っていたところにアクセルとワイアットが場外に落ち、最後にマットへローリング・ザ・ダイスを決めて勝利。ベルトを奪取した。

## その他
2014年6月、世界女子アームストロング王者であり、WWEにてシャラのリングネームで所属した経験のあるサラ・バックマンと結婚した。

## 得意技
ローリング・ザ・ダイス
相手をリバースDDTの体勢から体を180°錐揉み回転した勢いでマットに叩きつけるローリング・カッター。
ロープハング・ネックブリーカー
ブレーンバスターの体勢で担ぎ上げた相手の両足をトップロープに掛け、そこから捻りを加えて後頭部からマットに叩きつける変形スウィング・ネックブリーカー。

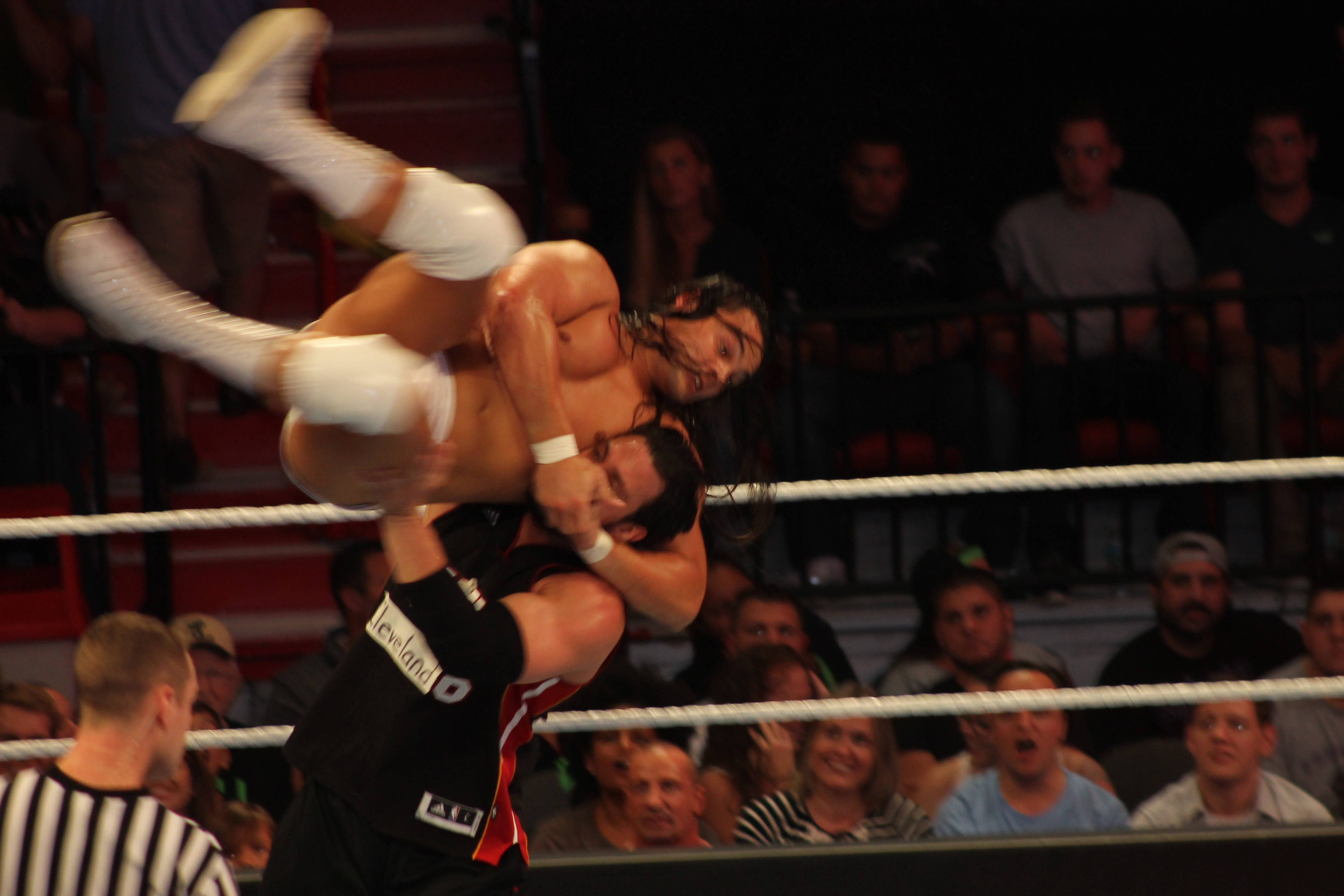
ボードッグ
スプリングボード式ブルドッグ
相手をスタンディングのヘッドロックに捕らえて、自らコーナーを駆け上がり、その反動を利用して相手を顔面からマットに叩きつけるスプリングボード式の変型ブルドッキングヘッドロック。
ボー・ダズラー
ベリー・トゥ・ベリー・スープレックス
スピアー
ダブルアーム・スープレックス
フライング・ラリアット

## 獲得タイトル
WWE
- WWE・24/7王座 : 1回
- WWEロウ・タッグ王座 : 1回

w / カーティス・アクセル
- NXT王座 : 1回

FCW
- FCWフロリダヘビー級王座 : 2回
- FCWフロリダタッグチーム王座 : 2回

w / デューク・ロトンド

## 入場曲
- Texas Special
- Anything
- Shoot for the Stars - 現在使用中
- More Than One Man
- Outcast
- I Came to Play
- Battlescars
- Go, Go, Go - 現在使用中